# Teknikinformation

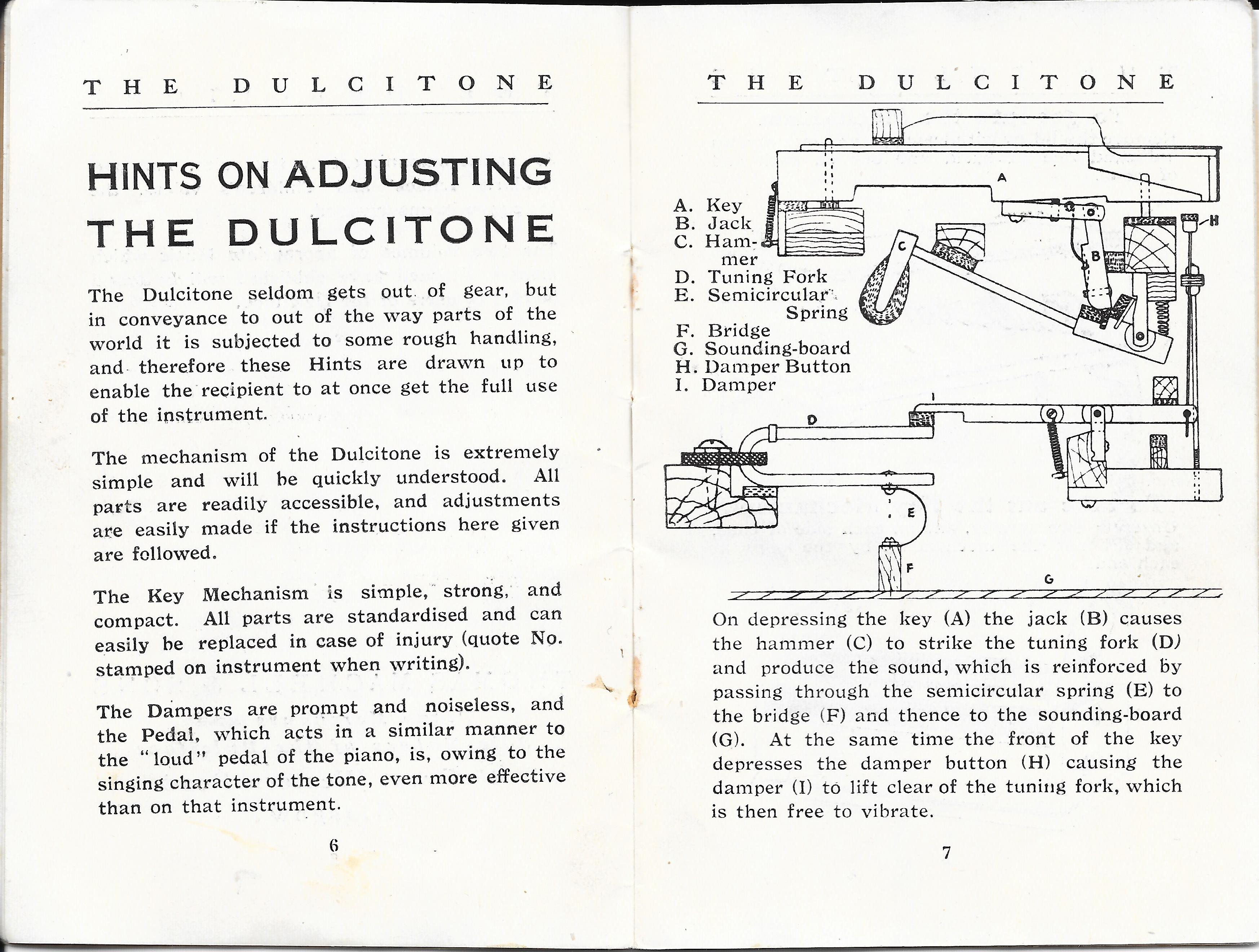
Användarhandbok för en dulcitone.

Teknikinformation (från engelska technical writing) är en facklitterär genre som fokuserar på dokumentering och handhavandeinstruktioner av tekniska produkter på ett lättbegripligt sätt så att målgruppen kan använda produkten på ett korrekt sätt, utan risk för personskada eller skada på produkten. En person som jobbar med att framställa teknikinformation kallas teknikinformatör.

## Historia

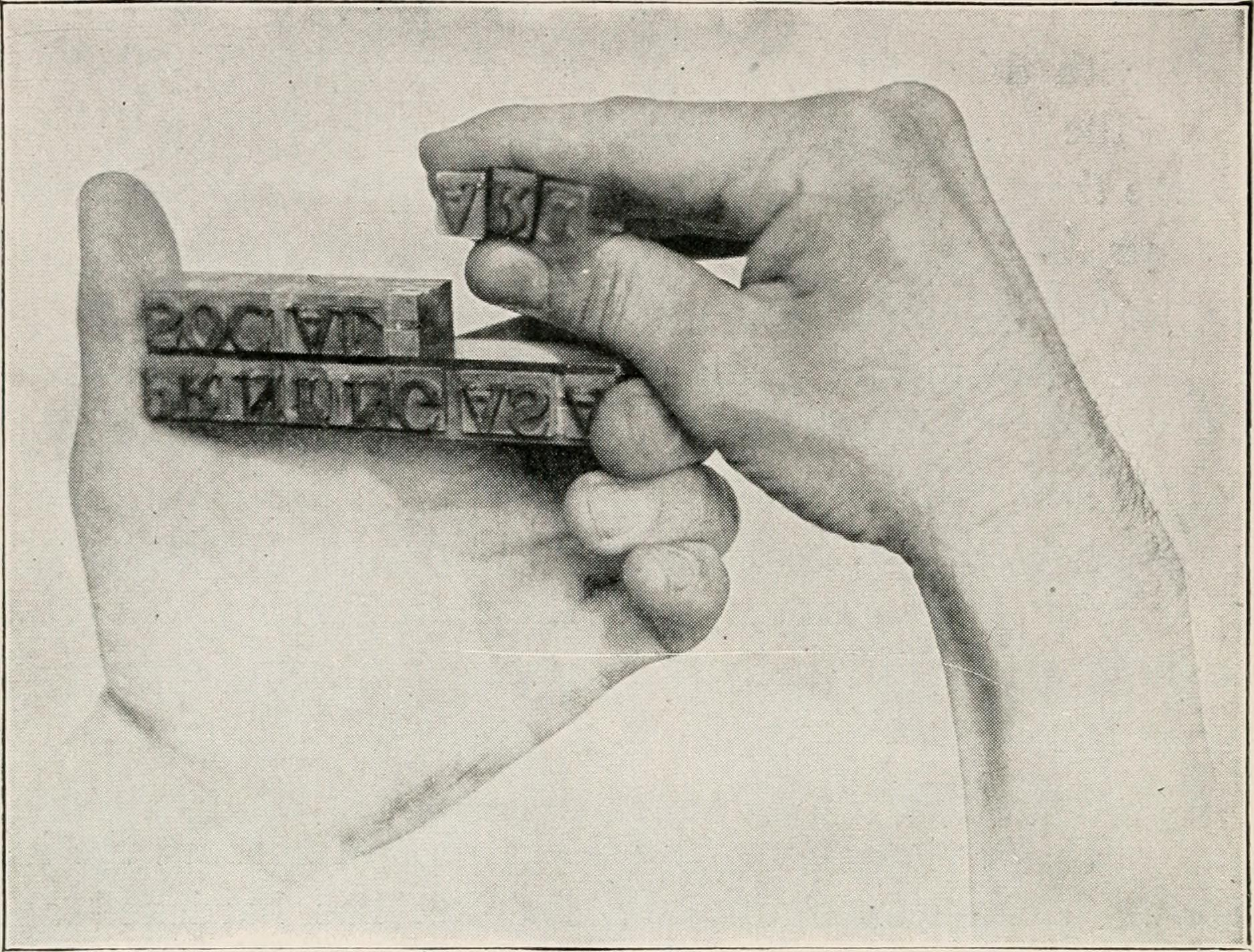
För att förtydliga instruktioner, används ibland händer som håller i objekt, pekar på viktiga detaljer och fungerar som storleksguide. Här en guide för traditionell sättning av typografi.

Teknikinformation är ett förhållandevis nytt yrkesområde och det var först i och med andra världskriget som man började tala om det som ett eget yrke.:2 Genren har dock sina rötter redan i antiken.:233 Det finns de som menar att man kan betrakta en del av Aristoteles verk som en tidig form av teknikinformation. Likaså Geoffrey Chaucer omnämns i sammanhanget, bland annat för sitt arbete om astrolabium som anses vara den första teknikinformationen någonsin som publicerades på engelska.
I och med uppfinnandet av den mekaniska tryckpressen, början av renässansen och den framväxande upplysningen växte sig behovet allt starkare att kunna dokumentera de upptäckter man gjorde. Uppfinnare och vetenskapsmän som Isaac Newton och Leonardo da Vinci sammanställde sina arbeten och även om de inte då formellt kallades teknikinformation så kom dessa dokument att spela en avgörande roll för den moderna framväxten av teknisk kommunikation och teknikinformation.:1
Den tekniska kommunikationen växte sig stark under den industriella revolutionen.:3 Detta ökade behovet av att instruera människor hur de skulle handha alltmer komplexa maskiner.:8 Att som tidigare fortsätta med att muntligen berätta hur man skulle utföra jobbet var inte längre ett alternativ då ingen utom uppfinnaren själv visste hur man skulle använda de olika konstruktionerna. Då blev den skrivna texten det snabbaste och mest effektiva sättet att sprida informationen bland de tänkta användarna och författare som kunde ta fram den önskade informationen blev en viktig länk i kedjan.
Under 1900-talet ökade behovet av teknikinformation drastiskt och detta ledde till att man slutligen började betrakta teknikinformatör som ett självständigt yrke. Första och andra världskriget ledde till stora framsteg inom medicin, militär utrustning, datorteknik, och rymdteknik.:2 Den snabba tillväxten i kombination med krigen skapade en efterfrågan på användarvänliga, skrivna dokument för de nya tekniska landvinningarna. Teknikinformation var en eftersökt kompetens och teknikinformatör blev en officiell titel under andra världskriget.:1
På senare år har datorns ökade närvaro i samhället lett till många framgångar inom fältet digital kommunikation. Detta har bidragit till utveckling av de verktyg som teknikinformatörer använder sig av.:3 Hypertext, ordbehandlingsprogram, bildbehandlingsprogram, och applikationer för sidlayout har gjort att tekniska document kan producerad snabbare och lättare än någonsin förut. En förutsättning för att kunna jobba som teknikinformatör idag är att man kan hantera dessa typer av applikationer.:8–9

## Typer av teknikinformation
Teknikinformation är ett samlingsbegrepp för flera typer av teknisk information som utgör en länk mellan konstruktörer och slutanvändare. Materialet ska vara faktamässigt korrekt och målgruppsanpassat. Informationen kan publiceras på papper eller digitalt.
Exempel på typisk teknikinformation:
- Förarhandböcker till fordon
- Reparations- och användarmanualer till teknisk utrustning
- Monteringanvisningar
- Datablad
- E-lärande
- Reservdelskataloger

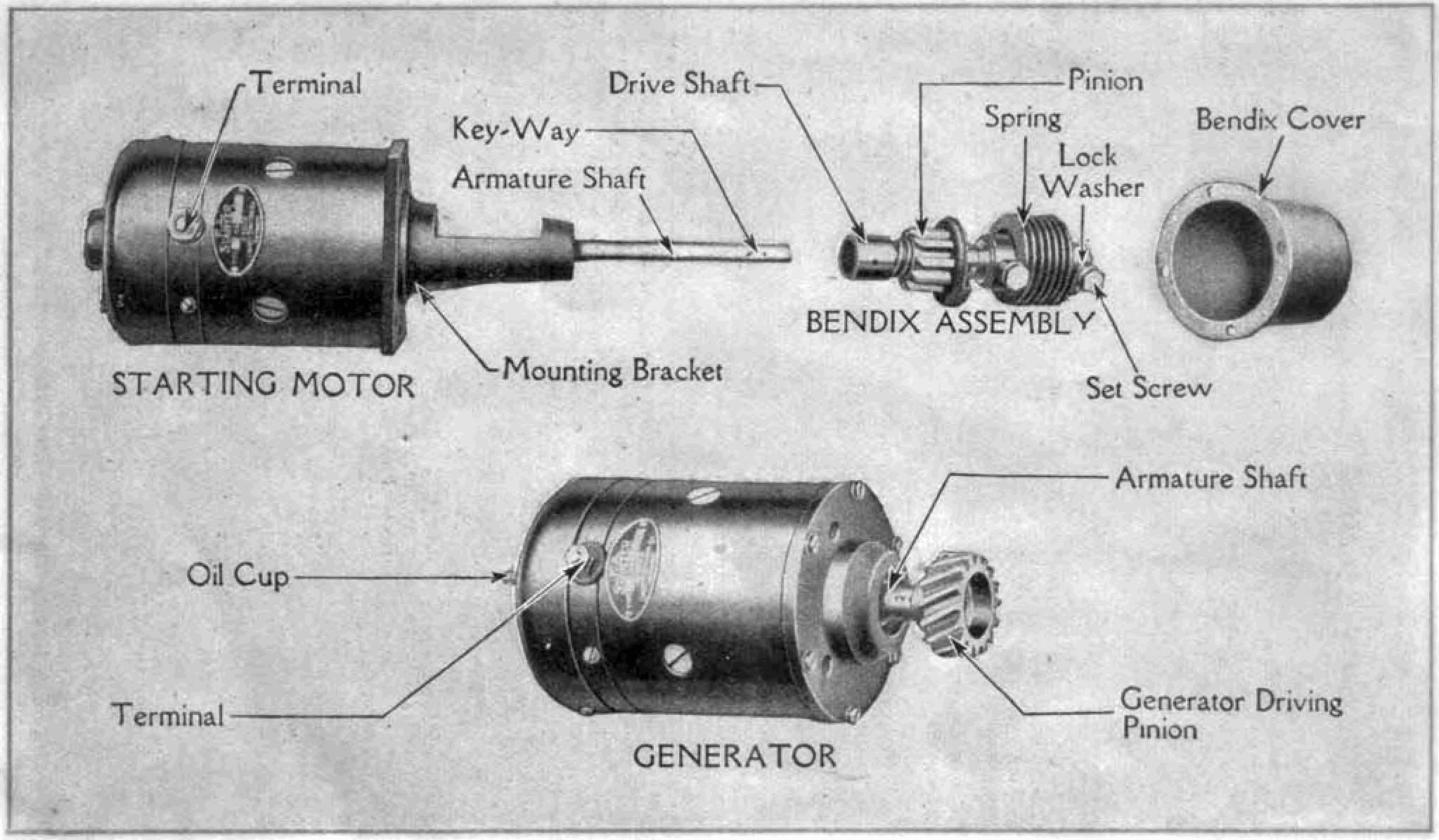
Teknikinformation använder ofta sprängskisser och andra illustrationer med dithörande beskrivningar. Här en startmotor för en T-Ford.

Till teknikinformation hör i typfallet inte marknadsföringsmaterial riktade till tänkbara kunder.

## Teknikinformatörer
En teknikinformatör sammanställer och förmedlar tekniskt material på ett kortfattat, tydligt och effektivt sätt. Av det skälet är två viktiga egenskaper för en teknikinformatör god språkkänsla och förståelse för den teknik som ska beskrivas. Det är en fördel om man är pedagogiskt lagd eftersom man då har lättare att förmedla informationen till slutanvändaren. Undersökningar av Mittuniversitetet har visat att kunder är ovana att beställa teknikinformation, vilket resulterar i att teknikinformation har fått en svag ställning i många företag.
I arbetet kan också ingå att visualisera informationen, med exempelvis illustrationer såsom sprängskisser och steg-för-steg-instruktioner. En teknikinformatör kan även arbeta med att ta fram lämpligt utbildningsmaterial kopplat till teknikinformationen.
I Sverige finns ett flertal olika utbildningar till teknikinformatör på eftergymnasial nivå och inom högskolan som är lämpliga om man vill jobba som teknikinformatör. Det är dock inget krav att ha gått en sådan utbildning och vem som helst som jobbar med att framställa teknikinformation får kalla sig teknikinformatör. I Sverige finns flera branschorganisationer för teknikinformatörer, exempelvis Branschorganisationen för teknikinformation, Föreningen teknisk information, DIK-förbundet och Sveriges kommunikatörer.